# Бергхольц
Бергхольц (нем. Bergholz) — община в Германии, в земле Мекленбург-Передняя Померания.
Входит в состав района Иккер-Рандов. Подчиняется управлению Лёкниц-Пенкун. Население составляет 418 человек (2009); в 2003 г. — 413. Занимает площадь 21,69 км².
| Год  | Население |
| ---- | --------- |
| 1991 | 453       |
| 1995 | 439       |
| 2000 | 428       |
| 2005 | 412       |
| 2010 | 407       |